# Echipa națională de fotbal U-21 a Ungariei
Echipa națională de fotbal a Ungariei Under-21  (adesea cunoscută ca Echipa națională de tineret) este naționala  de fotbal a Ungariei, formată din jucători cu vârste sub 21 de ani. Este organizată de Federația Maghiară de Fotbal. Participă la Campionatul European destinat jucătorilor sub 21 de ani, care este organizat odată la doi ani.

## Participări la Campionatul European

### Era U23
- 1978: Nu s-au calificat
- 1980: Câștigători
- 1982: Vicecampioni

### Era U21
- 1978: Semifinale
- 1980: Sferturi de finală
- 1982: Nu s-au calificat
- 1984: Nu s-au calificat
- 1986: Semifinale
- 1988: Nu s-au calificat
- 1990: Nu s-au calificat
- 1992: Nu s-au calificat
- 1994: Nu s-au calificat
- 1996: Sferturi de finală
- 1998: Nu s-au calificat
- 2000: Nu s-au calificat
- 2002: Nu s-au calificat
- 2004: Nu s-au calificat
- 2006: Play-off
- 2007: Nu s-au calificat
- 2009: Nu s-au calificat
- 2011: Nu s-au calificat
- 2013: Nu s-au calificat

## Lotul actual
La data de 26 martie 2013.
| Portari   |                   |                               |               |   |   |
| 22        | Dénes Dibusz      | 16 noiembrie 1990 (34 de ani) | Pécs          | 0 | 0 |
| 30        | Levente Jova      | 30 ianuarie 1992 (33 de ani)  | Ferencváros   | 6 | 0 |
| Fundași   |                   |                               |               |   |   |
|           | Kenny Otigba      | 29 august 1992 (32 de ani)    | Heerenveen    | 5 | 0 |
|           | Márk Jagodics     | 10 aprilie 1992 (32 de ani)   | Szombathely   | 3 | 0 |
|           | Dávid Kelemen     | 24 mai 1992 (32 de ani)       | MTK           | 5 | 0 |
|           | Patrik Poór       | 15 noiembrie 1993 (31 de ani) | MTK           | 3 | 0 |
| 19        | Roland Szolnoki   | 21 ianuarie 1992 (33 de ani)  | Videoton      | 9 | 0 |
|           | Botond Baráth     | 21 aprilie 1992 (32 de ani)   | Honvéd        | 6 | 0 |
| Mijlocași |                   |                               |               |   |   |
| 24        | József Windecker  | 2 decembrie 1992 (32 de ani)  | Győr          | 7 | 1 |
| 31        | István Kovács     | 27 martie 1992 (32 de ani)    | Videoton      | 9 | 1 |
| 36        | András Radó       | 9 septembrie 1993 (31 de ani) | Szombathely   | 8 | 3 |
|           | Bence Gyurján     | 21 februarie 1992 (33 de ani) | Szombathely   | 6 | 1 |
|           | Barnabás Bese     | 6 mai 1994 (30 de ani)        | MTK           | 4 | 0 |
|           | Bálint Vécsei     | 13 iulie 1993 (31 de ani)     | Honvéd        | 7 | 0 |
|           | Zsolt Patvaros    | 18 februarie 1993 (32 de ani) | Kecskeméti TE | 1 | 0 |
| Atacanți  |                   |                               |               |   |   |
|           | Krisztián Adorján | 19 ianuarie 1993 (32 de ani)  | Liverpool FC  | 0 | 0 |
|           | Roland Ugrai      | 13 noiembrie 1992 (32 de ani) | Szombathely   | 0 | 0 |
|           | Patrik Bacsa      | 3 iunie 1992 (32 de ani)      | Diósgyőr      | 0 | 0 |
|           | Márk Szécsi       | 22 mai 1994 (30 de ani)       | Debrecen      | 0 | 0 |